# Nguyễn Ngọc Hưng
Nguyễn Ngọc Hưng (1960 -), là tác giả của nhiều tập thơ đã được xuất bản tại Việt Nam. Anh được đánh giá là "một hồn thơ lạc quan bởi anh đã dũng cảm vượt lên số phận", là một người biết "vịn câu thơ đứng dậy, để sống một cách tử tế.

## Tiểu sử vắn tắt
Nguyễn Ngọc Hưng sinh tại xã Liên Minh huyện Đức Thọ, tỉnh Hà Tĩnh .
Cha anh là một kép trong gánh hát bội. Trên đường lưu diễn, cha anh đã gặp mẹ anh tại vùng trồng dâu nuôi tằm nổi tiếng bên bờ sông Vệ thuộc xã Hành Thịnh, huyện Nghĩa Hành, và sinh ra anh.
Vì đã có bà vợ cả và những người con ở xã Phổ Thuận, huyện Đức Phổ, nên người cha ấy đã bỏ mẹ anh một mình tần tảo nuôi anh.
Năm 1979, Hưng thi đỗ vào Trường Đại học Sư phạm Quy Nhơn, khoa Ngữ văn.
Năm 1983, anh tốt nghiệp thủ khoa, được Ban giám hiệu trường PTTH Nghĩa Hành, Quảng Ngãi nhận vào và phân công làm chủ nhiệm lớp 11C, thì căn bệnh bất ngờ xảy ra khiến anh phải bỏ việc.
Khi mẹ mất, nhóm bạn thân thiết của anh đành đưa anh về ở chung với gia đình vợ chồng người bạn học cùng quê, trong một căn phòng tập thể chật hẹp của trung tâm y tế xã, để tiện bề chăm sóc.
Bệnh bại liệt toàn thân làm ảnh hưởng tới sự lãng mạn và hoài bão của Nguyễn Ngọc Hưng. Không thể đi lại được, anh nằm trên giường, cố gắng kẹp bút trong những ngón tay co quắp để làm thơ. Sau hơn hai chục năm viết trên giường bệnh, anh đã cho ra đời gần chục tập thơ và giành được nhiều giải thưởng của Hội Nhà văn Việt Nam, Báo Thiếu niên Tiền phong, tạp chí Tài hoa trẻ... và được tặng thưởng huy chương Vì sự nghiệp Văn học Nghệ thuật, giải thưởng quốc tế về thơ của người tàn tật...
Năm 1993, Nguyễn Ngọc Hưng được kết nạp vào Hội Văn Học Nghệ thuật tỉnh Quảng Ngãi. Hiện anh đang sống tại thị trấn Chợ Chùa, huyện Nghĩa Hành, tỉnh Quảng Ngãi.
Năm 2009, Nguyễn Ngọc Hưng được kết nạp vào Hội nhà văn Việt Nam.

## Đã in
- 1. Cầm sợi gió trên tay – Thơ thiếu nhi – Nhà xuất bản Đà Nẵng 1993
- 2. Lời ru trăng – Thơ – Sở Văn hóa thông tin Quảng Ngãi – 1994
- 3. Lửa trời nhóm bếp – Thơ thiếu nhi – UB chăm sóc và Bảo vệ trẻ em tỉnh Quảng Ngãi – 1994
- 4. Còng con tìm mẹ - Thơ thiếu nhi – Nhà xuất bản Kim Đồng -1995
- 5. Lá non – Thơ, Nhà xuất bản Đà Nẵng – 1997
- 6. Gọi trăng - Thơ thiếu nhi- Nhà xuất bản Kim Đồng – 2001
- 7. Lửa xanh thầm[4] – Thơ – Nhà xuất bản Trẻ - 2002 (Nhà xuất bản Văn học tái bản 2003)
- 8. Từ khi có phượng – Thơ – Nhà xuất bản Hội nhà văn – 2005
- 9. Hương tuổi thơ – Thơ thiếu nhi – Nhà xuất bản Kim Đồng – Báo Nhi đồng 2007
- 10. Những khúc ca trên cỏ - Thơ – Nhà xuất bản Hội nhà văn 2008

## In chung
- 1. Thơ miền Trung thế kỷ XX – Nhà xuất bản Đà Nẵng – 1995
- 2. Thầy giáo và nhà trường – Nhà xuất bản Giáo dục – 1999
- 3. Thơ lục bát – Nhà xuất bản Văn hóa thông tin - 2000
- 4. Tuyển tập thơ Việt Nam 1975 -2000 – Nhà xuất bản Hội nhà văn - 2001
- 5. 99 bài thơ - Hội VHNT Quảng Ngãi - 2003
- 6. Tuyển văn học thiếu nhi Việt Nam, tập 2 – Nhà xuất bản Từ điển Bách khoa - 2004
- 7. Thơ Việt Nam thế kỷ XX – Thơ trữ tình – Nhà xuất bản Giáo dục – 2005
- 8. 6+8 = 99- Tuyển chọn 99 bài thơ lục bát thế kỷ XX – Nhà xuất bản Văn hóa thông tin – 2008

## Nhận xét
Nhà văn Tạ Duy Anh, nhận xét khái quát về thơ Nguyễn Ngọc Hưng như sau:
Mỗi khi cầm tập sách mới của Nguyễn Ngọc Hưng trên tay, không hiểu sao tôi lại nghĩ ngay đến một chiến tích mới nữa thuộc về con người...
Có thể nói, thơ của anh là một hồi ức dài không dứt, đầy nuối tiếc về một cõi nửa hư, nửa thực. Nó mang âm hưởng của lời cầu mong, cầu xin, lời thứ tội, của nỗi thèm khát được sống, được yêu, được xả thân, được an ủi nỗi khổ đau của người khác, được mắc lỗi lầm và được tha thứ, cứu rỗi. Nó cầu siêu cho những linh hồn lạc lối trên trăm nẻo đường đời...Vì thế, khi đọc thơ anh, tâm hồn ta bỗng dịu lại, bỗng thấy hối hận, bỗng giật mình nhận ra mình ích kỷ, hẹp hòi và cảm giác sau cùng luôn muốn được sống lại những khoảnh khắc mà ta vô tình để tuột mất vì đủ thứ lý do vớ vẩn nhất trên đời. Và chính anh dạy chúng ta về tình yêu cuộc sống hơn bất cứ một người hạnh phúc nào khác...
Trên website Người Quảng Ngãi cũng có đoạn:
Với một số người, thơ có thể mang lại một chút danh hờ, nhưng với Hưng, thơ vừa an ủi động viên anh, vừa là chỗ dựa tin cậy để anh "vịn câu thơ mà đứng dậy"... Hơn 20 năm bị bệnh tật dày vò, nhưng xuyên suốt mười tập thơ của Hưng, tuyệt nhiên không thấy một câu nào bi lụy. Có chăng cũng chỉ một chút tủi phận thoáng qua:
Tôi không còn giống đồng loại quanh tôi
Đường trở lại ngày xưa giờ xa ngái
Có tiếng chim nào cho lá tôi mặc khải
Cuộc tình xanh huyền thoại. Mấy thu rồi....
Với "nhà thơ viết nằm" Nguyễn Ngọc Hưng, những tác phẩm ám ảnh nhất của anh là những bài thơ anh viết về mẹ, về người bạn đã cưu mang mình, như:
Giao thừa chuông đổ lơ mơ,
Quờ tay gọi mẹ - mẹ mờ khói hương!
Hay 
Lạy này lạy mẹ sinh ra,
Lạy này lạy bạn cho ta cuộc đời!...
Và 
...Xưa hai đôi đũa một mâm
Giờ hai đôi đũa...
con cầm một đôi
Còn một đôi đũa mồ côi
Nghẹn ngào con nuốt cho trôi chén buồn.
(Mẹ ơi, Nhà xuất bản Giáo dục, 2005)
Nhận xét riêng về mảng thơ thiếu nhi của Nguyễn Ngọc Hưng, tác giả Ninh Giang Thu Cúc, viết:
...Vâng, tôi khẳng định Hưng là một hồn thơ lạc quan bởi anh đã dũng cảm vượt lên số phận, vượt qua những trở ngại, những rủi ro về thân phận để chiến đấu và chiến thắng nỗi bi phẫn riêng tư để đến với thơ bằng một tâm hồn trong trẻo hồn nhiên. Nỗi đau của thân xác không khiến anh bi lụy, đôi khi ta chỉ thấy anh nhẹ nhàng ký thác tâm sự mình một cách dí dỏm dễ thương...

## Thơ Nguyễn Ngọc Hưng
| Chim sẻ xóm Chùa Xóm Chùa như cây đa cổ thụ Nơi tụ đàn, phân tán các loài chim Tôi là một chú sẻ non Tụt khỏi tổ thơ khát trời cao rộng Say mê xoải cánh bay tìm... Háo hức trước trăm miền đất lạ Cứ ngỡ mình sẽ dễ dàng quên Hạt lúa đồng xưa Trái cây vườn củ Chiếc lá đa rụng vào giấc ngủ Chân mơ còn vướng sợi rơm mùa. Mười mấy năm xa biệt xóm Chùa Tôi vẫn thấy tiếng chuông chiều cong vút Nối hồn quê với cánh chim lưu lạc Nhớ thương thảng thốt gọi về. (Trích trong tập Lá Non, Nhà xuất bản Đà Nẵng, 1997) | Huyền thoại lá Như những chiếc lá chơi trò cút bắt Để mùa thu ngơ ngác gió đi tìm Em tinh nghịch trốn vào xanh cổ tích Thiệt thà tôi úa rụng cành tim... Rồi bỗng một chiều có một cánh chim Bất chợt bay qua, hồn nhiên nhặt lấy Chiếc lá cũ thêm một lần run rẩy Vàng khổ đau cho hạnh phúc xanh chồi? Tôi không còn giống đồng loại quanh tôi Đường trở lại ngày xưa giờ xa ngái Có tiếng chim nào cho lá tôi mặc khải Cuộc tình xanh huyền thoại. Mấy thu rồi... |